# Ganj Muradabad
Ganj Muradabadr es un pueblo y nagar Panchayat situado en el distrito de Unnao en el estado de Uttar Pradesh (India). Su población es de 10957 habitantes (2011). 

## Demografía
Según el censo de 2011 la población de Ganj Muradabad era de 10957 habitantes, de los cuales 5766 eran hombres y 5191 eran mujeres. Ganj Muradabad tiene una tasa media de alfabetización del 53,48%, inferior a la media estatal del 67,68%: la alfabetización masculina es del 59,48%, y la alfabetización femenina del 46,75%.